# Lego Friends
A Lego Friends (eredeti cím: Lego Friends of Heartlake City) 2012-től 2017-ig vetített dán televíziós 3D-s számítógépes animációs sorozat, amelynek szereplői számítógéppel animálva a Lego Friends játék legófigurái. A tévéfilmsorozat a M2Film és a Picture This Studio gyártásában készült. Műfaját tekintve filmvígjáték- és kalandfilmsorozat. Magyarországon az RTL Klub a Kölyökklub című műsorblokkban, és a Minimax tűzte műsorára.
A Lego Friends: The Power of Friendship a Netflix által készített 2016-os online 3D-s számítógépes animációs sorozat, amelynek szereplői számítógéppel animálva a Lego Friends játék legófigurái. Műfaját tekintve filmvígjáték- és kalandfilmsorozat. Magyarországon az RTL Klub a Kölyökklub című műsorblokkban, és a Minimax tűzte műsorára.
A Webizódok 2D-s animációval készültek.

## Ismertető
A történet öt jó barátról szól, akik részben az első részben ismerkednek meg egymással. Heartlake City-ben élnek és mindegyikük csinál valamit. Jól összebarátkoznak és összetartanak. Mindegyiküknek megvan a saját érdeklődési területük. Mindannyian a saját érdeklődési körükben jók és azt szeretik csinálni. Bemutatót is tartanak arról, hogy melyikük miben jó. A bemutatójuk végén mindegyikükről meglátszik a megfelelő adottság.

## Szereplők

### Főszereplők
- Olivia – Barna hajú, barna szemű tinilány, kutyát fogadott örökbe, akinek neve Scarlett.
- Mia – Vörös hajú, barna szemű, szeplős tinilány, van lova is, a neve Bella, és lovagol vele.
- Emma – Fekete hajú, zöld szemű tinilány, autót is vezet.
- Andrea – Barna hajú, zöld szemű tinilány, zongorázik is.
- Stephanie – Szőke hajú, kék szemű tinilány, repülőt is vezet.

### Mellékszereplők
- Lacy – Vörös hajú tinilány, akinek van egy lova, a neve Gyömbércsepp és gyakorlottan lovagol vele. A "Zsákolás" című részben Tanya kosárcsapatában játszik a 4-es számú mezben.
- Tanya Butaire – Szőke hajú, kék szemű tinilány, aki folyton rivalizál Stephanie-val. Nem mellesleg az új polgármester lánya.
- Zoey – Tanya vörös hajú barátnője.
- Ella – Tanya fekete hajú barátnője.
- Ewa – Tanya szőke hajú barátnője.
- Marie – Andreával a városi parkkávézóban dolgozik.
- Naya – Szőke hajú, zöld szemű tinilány, aki a városi turmixbárban dolgozik.
- Kate – Sötétszemű Kate egyik leszármazottja.
- Naomi – Barna hajú, kék szemű, szemüveges tinilány, aki a helyi kávézóban dolgozik és a lányokkal kosarazik.
- Fiona – Vörös hajú, kék szemű, szeplős fiatal lány, aki hangoskodó és kissé tolakodó. Együtt jár rajzórára Miával.
- Wally – A Heartlake City "Uszoda, Étterem és Sportcentrumban" dolgozik.
- Martina –  A Heartlake City "Uszoda, Étterem és Sportcentrumban" dolgozik.
- Tad – Heartlake City "Uszoda, Étterem és Sportcentrumának" vizitmentője. Kacsintós Smiley unokaöccse.
- Livi – Heartlake City híres popsztárja.
- Noah – Emma karate tanára.
- Jacob – Olivia barátja és Stephanie repülőtársa, az apjáé a repülő társaság.
- Martin – Mia barátja és Mia nagyszüleinek szomszédja.
- Matthew – Emma barátja és Henry unokaöccse, az állatmenhelyen dolgozik.
- Nate – Stephanie barátja és a Grand Hotelben dolgozik.
- Franco – Martin egyik barátja.
- James – Stephanie apukája.
- Alicia – Stephanie anyukája.
- Anna – Olivia anyukája.
- Pierre – Olivia apukája.
- Sophie néni – Olivia nagynénje. Fekete hajú fiatal felnőttnő, aki állatorvos, meggyőzi Olivia szüleit, hogy megtarthatja az örökbefogadott kutyáját.
- Susan néni – Andrea nénikéje, a Grand Hotel tulaja.
- Jean nagyi – Andrea nagymamája.
- Mr. Kane – Martin apukája és Mia nagyszüleinek szomszédja.
- Henry – Mathew nagybátyja és Sophie vőlegénye majd férje, az állatmenhelyen dolgozik.
- Oliver polgármester – Heartlake City korábbi polgármestere.
- Burwell Butaire polgármester – Heartlake City új polgármestere, aki Tanya apukája.
- Mr. Snivel – Butaire polgármester személyi asszisztense.
- Mr. Arkin – Történelem tanár az iskolában.
- Ms. Maggie Stevens – Természetismeret tanár az iskolában.
- Earhart igazgatónő – A Heartlake City iskola igazgatója.
- Dr. Patel – Heartlake City kórházában dolgozik.
- Nagy Ed – Fiona apukája. Ő találta fel a rágható levest
- Kacsintós Smiley (Wink Smiley) – A "Lefőzlek" főzőverseny műsorvezetője.
- Mr. Ki (Mr. Hoo) – A Heartlake City "Kutya Tehetségkutató" verseny műsorvezetője.
- Jason Mama és fia – Ők lopták el Mia kutyáját, Toffee-t, a "Kutya Tehetségkutató" versenyen, valamint az ékszereket a Hotel Duvalban megrendezett bon-bonos álarcos bálról. Jason Mama részt vett a "Lefőzlek" főzőversenyen is.
- Mr. Piastra – Versenyző a "Lefőzlek" főzőműsorban.

## Magyar változat
A szinkront az RTL Klub megbízásából a Mikroszinkron (1-6. és 10-12. rész és The Power of Friendship), valamint a Minimax megbízásából a Subway Studio (7-9. rész) készítette.
| - Magyar szöveg: Márton Andrea, Molnár Ágnes, Hevesi Mirtill - Hangmérnök: Bán Péter - Vágó: Kozma Judit - Gyártásvezető: Rácz Gabriella - Szinkronrendező: Kozma Mari - Felolvasó: Zahorán Adrienne | - Magyar szöveg:Heiszenberger Éva - Hangmérnök: Johannis Vilmos - Gyártásvezető: Terbócs Nóra - Szinkronrendező: Kozma Attila - Produkciós vezető: Kicska László - Felolvasó: Zahorán Adrienne |

### Magyar hangok (Lego Friends of Heartlake City)
- Albert Péter – Burwell Butaire polgármester (10-12. rész)
- Andresz Kati – Jean nagyi
- Baráth István – Matthew (6. rész), Wally
- Bálizs Anett – Tanya Butaire (13-14. és 19. rész)
- Berecz Kristóf Uwe – Jacob (11. rész)
- Bodor Böbe – Jason Mama (13-14. rész)
- Bogdán Gergő – Matthew (11. rész)
- Bogdányi Titanilla – Andrea
- Bor László – Noah
- Csifó Dorina – Stephanie
- Csuha Bori – Emma (13-19. rész)
- Czető Ádám – Andrew (9. rész), Franco (11. rész)
- Czető Zsanett – Ewa (5. rész), Martina
- Dögei Éva – Tanya Butaire (7. rész)
- Endrédi Máté – hírolvasó (17. rész)
- Erdős Borcsa – lovasklub menedzser
- Fekete Zoltán – "Mutasd meg mit tudsz" zsűritag
- Fellegi Lénárd – "Kutya Tehetségkutató" hangosbemondó, "Lefőzlek" műsor bemondó
- Fesztbaum Béla – Mr. Ki (Mr. Hoo)
- Gulás Fanni – Fiona (18. rész)
- Gyöngy Zsuzsa – Sophie néni (14. és 17-18. rész)
- Halász Aranka – Jason Mama (17. rész)
- Harcsik Róbert – Henry (6. rész)
- Háda János – Nagy Ed (17. rész)
- Hermann Lilla – Ella (5. rész)
- ifj. Boldog Gábor – Jacob (19. rész)
- Juhász Zoltán – Mr. Snivel (13-15. rész)
- Kajtár Róbert – Mia nagyapja
- Karácsonyi Zoltán – Mr. Snivel (10. és 12. rész), Jason Mama fia (11. rész)
- Karsai István – Oliver polgármester (7. rész)
- Kis-Kovács Luca – Zoey (5. rész), Naomi (12. rész)
- Kisfalusi Lehel – Jason Mama fia (13. és 17. rész)
- Kisfalvi Krisztina – Ms. Maggie Stevens
- Kiss Virág Magdolna – Dr. Patel
- Kokas Piroska – Fiona (12. rész)
- Koncz István – robotika verseny zsűritag
- Lamboni Anna – Lacy (2. rész)
- Laudon Andrea – Tanya Butaire (5. és 10-11. rész)
- Makay Andrea – Sophie néni (1. rész)
- Mics Ildikó – Sophie néni (12. rész)
- Molnár Ilona – Olivia
- Morvay Gábor – Jacob (2. rész)
- Németh Borbála – Sophie néni (6. rész)
- Németh Gábor – Oliver polgármester (1. rész), Burwell Butaire polgármester (13-15. és 19. rész)
- Penke Bence – Nate (9. rész), Franco (13-14. rész)
- Potocsny Andor – orvos a tévében (17. rész)
- Rátonyi Hajni – Mia nagymamája
- Sági Tímea – Marie, Anna
- Seder Gábor – Pierre séf
- Sipos Eszter Anna - Naya, Kate
- Szabó Endre - Mr. Kane
- Szabó Máté – Kacsintós Smiley
- Szabó Zselyke – Mia
- Szalay Csongor – Martin
- Szokol Péter – Nagy Ed (18. Rész)
- Szentesi Dóra – Emma (1-11. rész)
- Tamási Nikolett – Zoey (14. rész)
- Törtei Tünde – Earhart igazgatónő
- Ungvári Gergely – James, Daniel
- Vági Viktória – Ella (14. rész)
- Vámos Mónika – Sophie néni (3. rész), Susan néni, "Mutasd meg mit tudsz" zsűritag
- Vári Attila – Mr. Arkin, Oliver polgármester (2. rész)
- Zámbori Soma – Henry (17. rész)

### Magyar hangok (Lego Friends: The Power of Friendship)
- Albert Péter – Burwell Butaire polgármester
- Baráth István – Nate
- Bertalan Ágnes – Alicia
- Berecz Kristóf Uwe – Jacob
- Bogdányi Titanilla – Andrea
- Csifó Dorina – Stephanie
- Czető Ádám – Franco
- Gyarmati Laura – Zoey
- Karácsonyi Zoltán – Mr. Snivel
- Kis-Kovács Luca – Livi
- Laudon Andrea – Tanya Butaire
- Mics Ildikó – Sophie néni
- Molnár Ilona – Olivia
- Németh Kriszta – Joy táborvezető
- Pálmai Szabolcs – Henry
- Szabó Zselyke – Mia
- Szalay Csongor – Martin
- Szentesi Dóra – Emma
- Tamási Nikolett – Naomi
- Törtei Tünde – Earhart igazgatónő

## Évados áttekintés
| Évad            | Évad    | Epizódok | Eredeti sugárzás                                                                          | Eredeti sugárzás                                                                          | Magyar sugárzás                                              | Magyar sugárzás                                          |
| Évad            | Évad    | Epizódok | Évadpremier                                                                               | Évadfinálé                                                                                | Évadpremier                                                  | Évadfinálé                                               |
| Sorozat         | Sorozat | Sorozat  | Sorozat                                                                                   | Sorozat                                                                                   | Sorozat                                                      | Sorozat                                                  |
| --------------- | ------- | -------- | ----------------------------------------------------------------------------------------- | ----------------------------------------------------------------------------------------- | ------------------------------------------------------------ | -------------------------------------------------------- |
|                 | 1       | 19       | 2012. május 5. 2013. november 3.                                                          | 2017. december 16. 2017. december 2.                                                      | 2013. augusztus 10. (RTL Klub) 2015. május 30. (Minimax)     | 2018. április 14. (RTL Klub) 2017. november 4. (Minimax) |
| Netflix sorozat |         |          |                                                                                           |                                                                                           |                                                              |                                                          |
|                 | 1       | 4        | 2016. március 4.                                                                          | 2016. március 4.                                                                          | 2016. szeptember 11. (RTL Klub) 2016. december 27. (Minimax) | 2016. október 2. (RTL Klub) 2016. december 30. (Minimax) |
| Különkiadás     |         |          |                                                                                           |                                                                                           |                                                              |                                                          |
|                 | 1       | 2        | 2016. január 7.                                                                           | 2016. december 16.                                                                        | 2017. február 26.                                            | TBA                                                      |
| Film            |         |          |                                                                                           |                                                                                           |                                                              |                                                          |
|                 | Film    | Film     | 2016. február 2. (DVD) 2016. március 26. (Super RTL) 2016. augusztus 28. (Disney Channel) | 2016. február 2. (DVD) 2016. március 26. (Super RTL) 2016. augusztus 28. (Disney Channel) | 2016. január 20. (DVD) 2016. november 1. (Minimax)           | 2016. január 20. (DVD) 2016. november 1. (Minimax)       |
| Web sorozat     |         |          |                                                                                           |                                                                                           |                                                              |                                                          |
|                 | 1       | 18       | 2013. december 31.                                                                        | 2014. november 16.                                                                        | 2014. július 10.                                             | TBA                                                      |
|                 | 2       | 51       | TBA                                                                                       | TBA                                                                                       | 2015. január 12.                                             | TBA                                                      |
|                 | 3       | 39       | TBA                                                                                       | TBA                                                                                       | 2016. július 29.                                             | TBA                                                      |
|                 | 4       | 32       | 2017. január 1.                                                                           | 2017. május 24.                                                                           | 2017. január 1.                                              | 2017. október 11.                                        |

## Epizódok

### Lego Friends of Heartlake City
| #   | Eredeti cím               | Magyar cím            | Eredeti premier (Super RTL) | Eredeti premier (Disney Channel) | Magyar premier (RTL Klub) | Magyar premier (Minimax) | Produkciós kód |
| --- | ------------------------- | --------------------- | --------------------------- | -------------------------------- | ------------------------- | ------------------------ | -------------- |
| 1.  | New Girl in Town          | Új lány a városban    | 2012. május 5.              | 2013. november 3.                | 2013. augusztus 10.       | 2015. május 30.          | 01-09x01       |
| 2.  | Stephanie's Suprise Party | Meglepetés buli       | 2013. május 11.             | 2013. november 10.               | 2013. augusztus 17.       | 2015. május 31.          | 01-09x02       |
| 3.  | Dolphin Cruise            | Delfin mentőakció     | 2013. szeptember 7.         | 2013. november 17.               | 2013. augusztus 24.       | 2015. június 6.          | 01-09x03       |
| 4.  | Country Girls             | Városi lányok         | 2014. május 31.             | 2014. június 15.                 | 2014. november 15.        | 2015. június 7.          | 01-09x04       |
| 5.  | Emma's Dilemma            | Emma dilemmája        | 2014. július 26.            | 2014. augusztus 31.              | 2014. november 22.        | 2015. június 13.         | 01-09x05       |
| 6.  | Friends of the Jungle     | Dzsungel barátság     | 2014. október 25.           | 2014. november 2.                | 2014. november 29.        | 2015. június 14.         | 01-09x06       |
| 7.  | Andrea's Big Moment       | Andrea nagy pillanata | 2015. március 28.           | 2015. március 15.                | 2016. július 31.          | 2015. november 27.       | 01-09x07       |
| 8.  | Kate's Island             | Kate szigete          | 2015. július 25.            | 2015. augusztus 16.              | 2016. augusztus 7.        | 2015. november 28.       | 01-09x08       |
| 9.  | The Grand Hotel           | A Grand hotel         | 2015. augusztus 1.          | 2015. augusztus 23.              | 2016. augusztus 14.       | 2015. november 29.       | 01-09x09       |
| 10. | Getting Out the Vote      | Harc a szavazatokért  | 2016. június 4.             | 2016. július 23.                 | 2016. augusztus 21.       | 2016. november 23.       | 10-12x01       |
| 11. | Getting the Message       | Eltévedt üzenet       | 2016. augusztus 20.         | 2016. augusztus 7.               | 2016. augusztus 28.       | 2016. november 24.       | 10-12x02       |
| 12. | The Grateful Dud          | Hálás barát           | 2016. augusztus 27.         | 2016. augusztus 21.              | 2016. szeptember 4.       | 2016. november 25.       | 10-12x03       |
| 13. | The Drooling Detective    | A nyálas nyomozó      | 2017. április 29.           | 2017. április 2.                 | 2017. augusztus 20.       | 2017. augusztus 7.       | 13-19x13       |
| 14. | Rabbitoullie              | A főzőverseny         | 2017. május 6.              | 2017. április 9.                 | 2017. augusztus 26.       | 2017. augusztus 7.       | 13-19x14       |
| 15. | Change Of Address         | Lakcímváltozás        | 2017. szeptember 2.         | 2017. április 16.                | 2017. augusztus 27.       | 2017. augusztus 8.       | 13-19x15       |
| 16. | Dive In                   | A merülés             | 2017. szeptember 9.         | 2017. szeptember 9.              | 2017. november 11.        | 2017. szeptember 24.     | 13-19x16       |
| 17. | I Told You So             | Én megmondtam!        | 2017. december 2.           | 2017. október 21.                | 2017. november 12.        | 2017. szeptember 30.     | 13-19x17       |
| 18. | Snow Way                  | Havas kaland          | 2017. december 9.           | 2017. november 4.                | 2018. április 8.          | 2017. november 4.        | 13-19x18       |
| 19. | Midwinter Night's Dream   | A robotika verseny    | 2017. december 16.          | 2017. december 2.                | 2018. április 14.         | 2017. november 4.        | 13-19x19       |

### Lego Friends: The Power of Friendship
A Netflix eredeti saját gyártású sorozata, amelyet 2016. március 4-én mutattak be. Összesen négy rész készült belőle. Az epizódok történései az eredeti produkció 9. és 10. része között zajlanak.
| #  | Eredeti cím      | Magyar cím      | Eredeti premier (Netflix) | Német premier (Super RTL) | Magyar premier (RTL Klub) | Magyar premier (Minimax) |
| -- | ---------------- | --------------- | ------------------------- | ------------------------- | ------------------------- | ------------------------ |
| 1. | Camp Wild Hearts | Vadszívek tábor | 2016. március 4.          | 2016. május 11.           | 2016. szeptember 11.      | 2016. december 27.       |
| 2. | Slam Dunk        | Zsákolás        | 2016. március 4.          | 2016. május 18.           | 2016. szeptember 18.      | 2016. december 28.       |
| 3. | Keepin' It Real  | Legyen igaz!    | 2016. március 4.          | 2016. augusztus 6.        | 2016. szeptember 25.      | 2016. december 29.       |
| 4. | Roomies          | Szobatársak     | 2016. március 4.          | 2016. augusztus 13.       | 2016. október 2.          | 2016. december 30.       |

## Különkiadás
| #  | Eredeti cím      | Magyar cím          | Eredeti premier (YouTube) | Magyar premier (YouTube) |
| -- | ---------------- | ------------------- | ------------------------- | ------------------------ |
| 1. | Guided Tour      |                     | 2016. január 7.           |                          |
| 2. | Finding the Pets | Elveszett kedvencek | 2016. december 16.        | 2017. február 26.        |

## Film
| Eredeti cím | Magyar cím                    | Rendezte                                               | Írta           | Eredeti premier                                                                           | Magyar premier                                     |
| --- | ----------------------------- | ------------------------------------------------------ | -------------- | ----------------------------------------------------------------------------------------- | -------------------------------------------------- |
| Lego Friends: Girlz 4 Life | Lego Friends: Irány a színpad | Christian Cheshire Thomas J. Mikkelsen Darren Campbell | Temple Mathews | 2016. február 2. (DVD) 2016. március 26. (Super RTL) 2016. augusztus 28. (Disney Channel) | 2016. január 20. (DVD) 2016. november 1. (Minimax) |
| A lányok barátsága komoly próbatétel elé kerül, mikor Livi, a megasztár feltűnik Heartlake Cityben. Miután a popsztár álnok menedzsere ellopja hőseink „Girlz” című dalát, a lányok úgy érzik, hogy ezt nem hagyják annyiban. Miközben megpróbálják elmondani Livinek, hogy valójában honnan is jött a legújabb slágere, a lányok rádöbbennek, hogy a népszerűség nem minden, és néha a barátság mindennél értékesebb a világon. |                               |                                                        |                |                                                                                           |                                                    |
| |                               |                                                        |                |                                                                                           |                                                    |

## Webizódok

### 1. évad
| #   | #   | Eredeti cím               | Magyar cím            | Eredeti premier (Lego.com)    | Magyar premier (YouTube) |
| --- | --- | ------------------------- | --------------------- | ----------------------------- | ------------------------ |
| 1.  | 1.  | Andrea's First Day        |                       | 2013. december 31.            |                          |
| 2.  | 2.  | The Trapped Foal          | A beszorult kiscsikó  | 2013. december 31.            | 2014. július 10.         |
| 3.  | 3.  | Bored Beach Blues         |                       | 2013. december 31.            |                          |
| 4.  | 4.  | Olivia's Science Show     |                       | 2013. december 31.            |                          |
| 5.  | 5.  | The Beast From The Lagoon |                       | 2013. december 31.            |                          |
| 6.  | 6.  | Quit Monkeying Around     | Elég a majomkodásból! | 2013. december 31.            | 2014. július 10.         |
| 7.  | 7.  | All We Need Is Juice      |                       | 2013. december 31.            |                          |
| 8.  | 8.  | Speaking of Parrots       |                       | 2013. december 31.            |                          |
| 9.  | 9.  | Nice Prank                |                       | 2013. december 31.            |                          |
| 10. | 10. | Bear In Trouble           | Mackó a pácban        | 2013. december 31.            | 2014. július 10.         |
| 11. | 11. | Drawn Together            | Egymásra utalva       | 2013. december 31.            | 2014. július 10.         |
| 12. | 12. | A Noisy Camping Trip      |                       | 2013. december 31.            |                          |
| 13. | 13. | Icy Science Show          |                       | 2014. augusztus 10. (YouTube) |                          |
| 14. | 14. | Painting Tony             |                       | 2013. december 31.            |                          |
| 15. | 15. | Jungle Cupcakes           |                       | 2013. december 31.            |                          |
| 16. | 16. | What's At Heart           |                       | 2013. december 31.            |                          |
| 17. | 17. | Two Jacobs                |                       | 2013. december 31.            |                          |
| 18. | 18. | Emmas Ornament            |                       | 2014. november 16.            |                          |

### 2. évad
| #   | #   | Eredeti cím                       | Magyar cím         | Eredeti premier (Lego.com) | Magyar premier (YouTube) |
| --- | --- | --------------------------------- | ------------------ | -------------------------- | ------------------------ |
| 19. | 1.  | I Heart Card You                  | Szívkártyák        |                            | 2015. január 12.         |
| 20. | 2.  | Emma is moving part I             |                    |                            |                          |
| 21. | 3.  | Emma is moving part II            |                    |                            |                          |
| 22. | 4.  | What an interesting ice cream     |                    |                            |                          |
| 23. | 5.  | Big Dreams                        |                    |                            |                          |
| 24. | 6.  | Valentine's whaaat?               | Valentin-napi baki |                            | 2015. január 12.         |
| 25. | 7.  | Live from Backstage               |                    |                            |                          |
| 26. | 8.  | Stinky Sub                        |                    |                            |                          |
| 27. | 9.  | Girls don't snore                 |                    |                            |                          |
| 28. | 10. | Look high and low                 |                    |                            |                          |
| 29. | 11. | A strong voice                    |                    |                            |                          |
| 30. | 12. | The juicy news                    |                    |                            |                          |
| 31. | 13. | Fool me once                      |                    |                            |                          |
| 32. | 14. | Emma's designshow: Easter letters |                    |                            |                          |
| 33. | 15. | Special Delivery                  |                    |                            |                          |
| 34. | 16. | Making the band                   |                    |                            |                          |
| 35. | 17. | Daa-aaad!                         |                    |                            |                          |
| 36. | 18. | Friendship in the air             |                    |                            |                          |
| 37. | 19. | Our special day                   |                    |                            |                          |
| 38. | 20. | Life of Livi                      | Livi élete         |                            | 2015. július 20.         |
| 39. | 21. | Bubbly personality                | Habos fellépés     |                            | 2015. július 20.         |
| 40. | 22. | A Spooky Sensation                |                    |                            |                          |
| 41. | 23. | Skater dogs                       |                    |                            |                          |
| 42. | 24. | Nate wants a date                 |                    |                            |                          |
| 43. | 25. | Room for practice                 | Próbaterem         |                            | 2015. július 20.         |
| 44. | 26. | Busy with dizzy                   |                    |                            |                          |
| 45. | 27. | The great hair day                |                    |                            |                          |
| 46. | 28. | Picture perfect                   |                    |                            |                          |
| 47. | 29. | Jacob sings of love               |                    |                            |                          |
| 48. | 30. | Not just baking                   |                    |                            |                          |
| 49. | 31. | Oh brother, what did you do!      |                    |                            |                          |
| 50. | 32. | A studio of fun                   |                    |                            |                          |
| 51. | 33. | Which star are you                |                    |                            |                          |
| 52. | 34. | A taste of science                |                    |                            |                          |
| 53. | 35. | Skunk driving                     |                    |                            |                          |
| 54. | 36. | Letters of love                   |                    |                            |                          |
| 55. | 37. | Guarding secrets                  |                    |                            |                          |
| 56. | 38. | Video wonder part 1               |                    |                            |                          |
| 57. | 39. | Video wonder part 2               |                    |                            |                          |
| 58. | 40. | Just a girl                       |                    |                            |                          |
| 59. | 41. | The costume party                 |                    |                            |                          |
| 60. | 42. | Rushing room service              |                    |                            |                          |
| 61. | 43. | The tale of two parties           |                    |                            |                          |
| 62. | 44. | Rabbit nightmare                  |                    |                            |                          |
| 63. | 45. | Perfectly planned pizza           |                    |                            |                          |
| 64. | 46. | The mystery of the missing fruit  |                    |                            |                          |
| 65. | 47. | Sound of the siren                |                    |                            |                          |
| 66. | 48. | The lost penguin                  |                    |                            |                          |
| 67. | 49. | One man choir                     |                    |                            |                          |
| 68. | 50. | The backside of hockey            |                    |                            |                          |
| 69. | 51. | Friendly new year                 |                    |                            |                          |

### 3. évad
| #    | #   | Eredeti cím                        | Magyar cím                                      | Eredeti premier (Lego.com) | Magyar premier (Lego.com) |
| ---- | --- | ---------------------------------- | ----------------------------------------------- | -------------------------- | ------------------------- |
| 70.  | 1.  | Ya Gotta Love Heartlake City       | Szeretni fogod Heartlake City-t! (feliratos)    |                            | 2016. július 29.          |
| 71.  | 2.  | Wait… Is This Like, A Date?        | Várjatok csak... Ez most egy randi? (feliratos) |                            | 2016. július 29.          |
| 72.  | 3.  | The Winners Take All               | A győztes mindent visz (feliratos)              |                            | 2016. július 29.          |
| 73.  | 4.  | Stephanie the Great                | Stephanie tábornok (feliratos)                  |                            | 2016. július 29.          |
| 74.  | 5.  | Dare Dare                          | Erőpróba (feliratos)                            |                            | 2016. július 29.          |
| 75.  | 6.  | Not All Maps Are Honest            | A szerencse forgandó (feliratos)                |                            | 2016. augusztus 5.        |
| 76.  | 7.  | You Call That A Prank?             | Ez neked tréfa? (feliratos)                     |                            | 2016. augusztus 5.        |
| 77.  | 8.  | Scrambled Eggs                     | A tojások (feliratos)                           |                            | 2016. augusztus 5.        |
| 78.  | 9.  | The Present That Shrank            | A tökéletes ajándék (feliratos)                 |                            | 2016. augusztus 5.        |
| 79.  | 10. | At the Core of the Friendship Tree | A barátságfa tövénél (feliratos)                |                            | 2016. augusztus 5.        |
| 80.  | 11. | Mother's Day all the Way           | Anyák napja (feliratos)                         |                            | 2016. augusztus 12.       |
| 81.  | 12. | The Bus to Anywhere                | Titokzatos buszjárat (feliratos)                |                            | 2016. augusztus 12.       |
| 82.  | 13. | Daily Bread                        | Száraz kenyér (feliratos)                       |                            | 2016. augusztus 12.       |
| 83.  | 14. | Uneasy Rider                       | Andrea nagy pillanata                           |                            | 2016. augusztus 12.       |
| 84.  | 15. | To Beat A Cheat                    | A nagy rajtaütés                                |                            | 2016. augusztus 12.       |
| 85.  | 16. | How To Heal A Horse                | Hogyan gyógyítsunk lovat?                       |                            | 2016. augusztus 19.       |
| 86.  | 17. | Hot Dog Jam Time                   | A Hot Dog zenekar                               |                            | 2016. augusztus 19.       |
| 87.  | 18. | Houston, We Have A Problem         | Houston, baj van! (feliratos)                   |                            | 2016. augusztus 26.       |
| 88.  | 19. | High Hopes                         | Nagy remények (feliratos)                       |                            | 2016. augusztus 26.       |
| 89.  | 20. | Dog Date Afternoon                 |                                                 |                            |                           |
| 90.  | 21. | Friends Who Quiz                   |                                                 |                            |                           |
| 91.  | 22. | Beauties and the B.E.A.T.          |                                                 |                            |                           |
| 92.  | 23. | Cat'astrophic Bath                 |                                                 |                            |                           |
| 93.  | 24. | No Fishing                         |                                                 |                            |                           |
| 94.  | 25. | Scary Pottery                      |                                                 |                            |                           |
| 95.  | 26. | Where Eagles Don't Care            |                                                 |                            |                           |
| 96.  | 27. | Happy Birthday, Nate               |                                                 |                            |                           |
| 97.  | 28. | Cherish Wheel                      |                                                 |                            |                           |
| 98.  | 29. | The Shrinking Lake                 |                                                 |                            |                           |
| 99.  | 30. | Invasion of the Cupcake Snatchers  |                                                 |                            |                           |
| 100. | 31. | Giddy Up                           |                                                 |                            |                           |
| 101. | 32. | Yellow Dolly                       |                                                 |                            |                           |
| 102. | 33. | Shhh! Did Your Hear That?          |                                                 |                            |                           |
| 103. | 34. | Bark Side Of The Moon              |                                                 |                            |                           |
| 104. | 35. | Baguette’s Feast                   |                                                 |                            |                           |
| 105. | 36. | The Winter Promise                 |                                                 |                            |                           |
| 106. | 37. | The Shoe Must Go On                |                                                 |                            |                           |
| 107. | 38. | Greetings From The Past            |                                                 |                            |                           |
| 108. | 39. | The Girls Who Would Be Stephanie   |                                                 |                            |                           |

### 4. évad
| #    | #   | Eredeti cím                                         | Magyar cím                                            | Eredeti premier (Lego.com) | Magyar premier (Lego.com)  |
| ---- | --- | --------------------------------------------------- | ----------------------------------------------------- | -------------------------- | -------------------------- |
| 109. | 1.  | Andrea’s Friendship Song                            | A barátság dal                                        | 2017. január 1.            | 2017. január 1.            |
| 110. | 2.  | Emma’s Perfect Photo Day                            | A tökéletes fotók napja                               | 2017. január 2.            | 2017. január 1.            |
| 111. | 3.  | Mia at Work                                         | A hónap dolgozója                                     | 2017. január 3.            | 2017. január 1.            |
| 112. | 4.  | Olivia’s Friendship Experiment                      | Barátság-kísérlet                                     | 2017. január 4.            | 2017. január 1.            |
| 113. | 5.  | Breakfast at Stephanie’s                            | Ébresztő luxuskivitelben                              | 2017. január 5.            | 2017. január 1.            |
| 114. | 6.  | Pup My Ride                                         | Kutya-tuning                                          | 2017. január 6.            | 2017. február 26.          |
| 115. | 7.  | Mama Mia!                                           | Mama Mia!                                             | 2017. január 7.            | 2017. március 15.          |
| 116. | 8.  | Quest for a Name                                    | Minek nevezzelek?                                     | 2017. január 8.            | 2017. február 14.          |
| 117. | 9.  | Family Match                                        | Családi meccs                                         | 2017. január 9.            | 2017. április 11.          |
| 118. | 10. | The Long Lost Letter                                | Rég elveszett levél                                   | 2017. február 9. (YouTube) | 2017. május 4.             |
| 119. | 11. | Stay Cool at the Pool!                              | Csobbanj jobban!                                      | 2017. február 9. (YouTube) | 2017. május 19. (YouTube)  |
| 120. | 12. | Travel video diary part 1: Snow Stunts              | Utazós videónapló 1. rész: Mindent-bele Amy!          | 2017. május 24. (YouTube)  | 2017. június 1.            |
| 121. | 13. | Travel video diary part 2: Exciting Snow Trip       | Utazós videónapló 2. rész: Relaxáló kötögetés         | 2017. május 24. (YouTube)  | 2017. június 1.            |
| 122. | 14. | Travel video diary part 3: All Eyes on the Siblings | Utazós videónapló 3. rész: Bébiszittelés              | 2017. május 24. (YouTube)  | 2017. június 1.            |
| 123. | 15. | Travel video diary part 4: Sea Adventures           | Utazós videónapló 4. rész: Tengeri kaland             | 2017. május 23. (YouTube)  | 2017. június 15. (YouTube) |
| 124. | 16. | Travel video diary part 5: Face Your Fear           | Utazós videónapló 5. rész: Nézz szembe a félelmeddel! | 2017. május 24. (YouTube)  | 2017. június 15. (YouTube) |
| 125. | 17. | Travel video diary part 6: Find Paradise            | Utazós videónapló 6. rész: Az elhagyott part!         | 2017. május 23. (YouTube)  | 2017. június 1.            |
| 126. | 18. | Robo-Bye-Baby                                       | Baba szoktatás                                        | 2017. április 23.          | 2017. április 23.          |
| 127. | 19. | Calling Dr. Quest                                   | Dr. Quest rendel!                                     | 2017. április 23.          | 2017. április 23.          |
| 128. | 20. | How to melt a heart                                 | A félreértés                                          | 2017. május 24. (YouTube)  | 2017. július 17.           |
| 129. | 21. | Andrea Sings the Blues                              | Andrea pénzgyűjtő akciója                             | 2017. április 23.          | 2017. április 23.          |
| 130. | 22. | The Search for Patient X                            | Páciens vadászat                                      | 2017. május 24. (YouTube)  | 2017. augusztus 04.        |
| 131. | 23. | Being Patient                                       | Légy türelmes!                                        | 2017. május 24. (YouTube)  | 2017. augusztus 11.        |
| 132. | 24. | There’s No Business Like Froyo Business             | A nyerő vállalkozás!                                  | 2017. május 24. (YouTube)  | 2017. augusztus 18.        |
| 133. | 25. | Smile and Say Freeze!                               | Mosoly és mondd: Csíz!                                | 2017. május 24. (YouTube)  | 2017. augusztus 25.        |
| 134. | 26. | The Mermaid Tears                                   | Sellőkönnyek                                          | 2017. május 24. (YouTube)  | 2017. október 5.           |
| 135. | 27. | A Test of Heart                                     | Szívpróba                                             | 2017. május 24. (YouTube)  | 2017. október 11.          |
| 136. | 28. | My Boss, My Friend                                  | A főnököm, a barátom                                  | 2017. május 24. (YouTube)  | 2017. október 17.          |
| 137. | 29. | Olivia's Science Craze                              | Olivia tudományos hóbortja                            | 2017. május 24. (YouTube)  | 2017. október 3.           |
| 138. | 30. | Mia's Police Story                                  | Mia rendőrségi ügye                                   | 2017. május 24. (YouTube)  | 2017. október 10.          |
| 139. | 31. | The Ups and Downs of Art Class                      | A művészeti szakkör árnyoldalai                       | 2017. május 24. (YouTube)  | 2017. október 17.          |
| 140. | 32. | Friendship Bloopers                                 | Baráti baki                                           | 2017. május 24. (YouTube)  | 2017. október 11.          |